# 肖湾街道
肖湾街道是中华人民共和国湖北省襄阳市襄州区下辖的一个街道办事处。
2014年10月30日，襄阳市人民政府批复同意以交通路为界将张湾街道办事处分成两个街道办事处，交通路以西为张湾街道办事处，交通路以东为肖湾街道办事处。肖湾街道办事处辖麻棉、潘台、楚鹰、腾飞、洪山头、襄钢、机车、中亚、等8个社区居委会和桥南“四村一组”，规划社区居委会11个。办事处办公地址设在肖湾。

## 行政区划
肖湾街道下辖以下村级行政区划单位：
洪山头社区、潘台社区、麻棉社区、楚鹰社区和机车社区。